# Namibische Sport-Kommission
Die Namibische Sport-Kommission (englisch Namibia Sports Commission; NSC) ist die Dach- und Regulierungsorganisation aller Sportverbände in Namibia mit Sitz in Windhoek, Namibia. Sie ist eine staatliche Einrichtung und wurde durch den Namibia Sports Act (Nr. 12, 2003) am 27. August 2003 gegründet.

## Sportarten
Der Sport-Kommission unterstehen (Stand 2020) 49 anerkannte Sportarten, die seit dem 1. August 2018 in drei Kategorien eingeteilt und dementsprechend absteigend öffentlich gefördert werden:
- Nationalsportarten: Fußball, Netball und Rugby
- Prioritätssportarten: Boxen, Ringen, Leichtathletik und Paralympischer Sport
- Entwicklungssportarten: u. a. Cricket

## Aufgaben
Hauptaufgaben der Namibischen Sport-Kommission sind:
- Verwaltung des Sportentwicklungsfonds
- Koordinierung, Kontrolle, Entwicklung und Unterstützung des Sports
- Sicherung einer effektiven Verwaltung der nationalen Sportverbände
- Förderung des Fair Play
- Sicherung des Zugangs zu Sport für alle gesellschaftlichen Schichten überall in Namibia
- Unterstützung der Entwicklung von Sportprodukten
- Genehmigung von nationalen und internationalen Sportveranstaltungen
- Beratungsfunktion für das Ministerium
- Organisation von Fortbildungen im Sport
- Unterstützung nationaler Sportverbände bei der Suche von Trainern
- Spezielle Projekte nach Absprache mit dem Ministerium
- Koordinierung der nationalen Sportverbände
- Entwicklung, Verwaltung und Überwachung von Sportanlagen und -einrichtungen
- Vergabe der jährlichen Sportauszeichnungen der Republik Namibia
- Überwachung der Einhaltung des Sport Act durch alle nationalen Sportverbände
- Überwachung von Sportveranstaltungen und Personen die nicht Teil der NSC sind
- Unterstützung von nationalen Sportverbänden bei einer einheitlichen Organisation von Aktivitäten und Veranstaltungen

## Struktur
Geleitet wird die Namibische Sport-Kommission von einem Hauptverwalter (Chief Administrator), derzeit Joel Matheus und einem Finanz- und Verwaltungsvorsitzenden (Head of Finance and Administration) geführt. Zudem gibt es in der Sport-Kommission neun Mitgliedern beziehungsweise Kommissaren (Members oder Commissioner) inklusive eines Vorsitzenden (seit 2009 Piet du Plooy) und eines stellvertretenden Vorsitzenden. Alle Mitglieder werden durch das Ministerium für Jugend, Nationaldienste, Sport und Kultur ernannt.
Jedem Mitglied sind bestimmte Sportarten zugeordnet.

### Komitees
Teil der NSC-Verwaltung sind fünf Sport-Komitees denen verschiedene Aufgabenbereiche zugeteilt sind.
- Nationalfarben (Colours Committee): Jede Nationalmannschaft eines anerkannten Sportverbandes muss die nationalen Sportsymbole und Farben, die durch die Sport-Kommission festgesetzt wurden, tragen. Hierzu zählt zum einen das Sportemblem mit einem Adler und der Aufschrift „Namibia“.
- Entwicklung (Development)
- Prüfung und Finanzen (Audit and Finance)
- Doping und Registrierung  (Doping and Registration)
- Exekutivkomitee (Executive Committee)